# میهای گیمپو
میهای گیمپو (انگلیسی: Mihai Ghimpu؛ زادهٔ ۱۹ نوامبر ۱۹۵۱) یک سیاست‌مدار اهل مولداوی است. وی از سپتامبر ۲۰۰۹ تا دسامبر ۲۰۱۰ رئیس‌جمهور این کشور بود.